# 榊枝宗男
榊枝 宗男（さかきえだ むねお、1953年（昭和28年）2月 - ）は、日本の東京都出身の陸上自衛官。
PKO業務に関する経験が豊富なことから、三自衛隊の将官として初となる単身での海外訓練に派遣された。通訳を介さない流暢な英語を駆使することで知られる。

## 略歴
- 1975年（昭和50年）3月：防衛大学校卒業（第19期）、陸上自衛隊入隊
- 1986年（昭和61年）7月：3等陸佐
- 1989年（平成元年）7月：2等陸佐
- 1992年（平成4年）6月：外務事務官兼1等陸佐（在エジプト日本国大使館防衛駐在官）
- 1995年（平成7年）8月：陸上自衛隊幹部学校学校教官
- 1997年（平成9年）7月：陸上幕僚監部防衛部運用課国際協力室長
- 1999年（平成11年）7月：第7後方支援連隊長
- 2001年（平成13年）6月29日：陸上幕僚監部警務管理官
- 2003年（平成15年）7月1日：警務隊長に就任、12月1日、陸将補に昇任
- 2007年（平成19年）4月20日：陸上自衛隊小平学校長兼小平駐屯地司令に就任
- 2009年（平成21年）5月22日～6月6日：エジプトPKOセンター講師として派遣[3]
- 2010年（平成22年）3月29日：退官